# Max Douw
Max Douw (Den Haag, 1983) is een Haagse kleinkunstenaar, vooral bekend vanwege zijn rol als Alfred Jodocus Kwak in de musical "Vader". Douw heeft ook twee solovoorstellingen, "Het Debuut" (2008) en "Het Debuut - deel twee" (2010).